# Aref Habibollahi
Aref Habibollahi (pers. عارف حبیب اللهی; ur. 14 lipca 2000) – irański zapaśnik w stylu klasycznym. Brązowy medalista mistrzostw Azji w 2022. Pierwszy w Pucharze Świata w 2022 roku.